# Ligdia coctata
Ligdia coctata là một loài bướm đêm trong họ Geometridae.